# Cubavisión
Cubavisión è la principale rete televisiva di Televisión Cubana. Trasmette in tutta Cuba lungo tutte le 24 ore e ha una versione via cavo internazionale chiamata Cubavisión International.
È stato il primo canale creato a Cuba. Iniziò le sue trasmissioni il 10 dicembre 1950 col nome di CMQ-TV. Nel 1959 venne nazionalizzato e cambiò la sua denominazione in Canal 6. Assume la sua attuale denominazione nel 1988.